# Гамы (Пермский район)
Гамы — деревня в Пермском районе Пермского края. В д. Гамы находится Пермский кадетский корпус Приволжского федерального округа.

## Географическое положение
Расположена на левом берегу реки Кама, примерно в 9,5 км к северо-востоку от административного центра поселения, села Усть-Качка. На противоположном берегу Камы находится микрорайон Крым, входящий в состав Кировского района Перми.

## История
Основана в 1672 году, называлась деревня Гамова. В 1792 году в ней было 21 двор и 118 жителей, а в 1979 году - 109 дворов и 267 жителей. В 1968 году к деревне был присоединен поселок Дубровский.

## Население
| 2010 |
| ---- |
| 344  |

## Топографические карты
- Лист карты O-40-64 Краснокамск. Масштаб: 1 : 100 000. Издание 1979 г.